# کیتا سوگیموتو
کیتا سوگیموتو (ژاپنی: 杉本 恵太؛ زادهٔ ۱۹) یک بازیکن فوتبال اهل ژاپن است.
از باشگاه‌هایی که در آن بازی کرده‌است می‌توان به باشگاه فوتبال ناگویا گرامپوس و باشگاه فوتبال توکوشیما ورتیس اشاره کرد.